# Bothrops ammodytoides
Bothrops ammodytoides es una serpiente venenosa de la familia de los crotalinos, endémica del centro y sur de la Argentina. No posee subespecies conocidas.

## Nombre común
Yarará ñata, yarará patagónica, víbora de foseta de la Patagonia, cenicienta.

## Descripción
Es una especie mediana, de tronco grueso y deprimido y de cola angosta. Su largo promedio es de 45-75 cm, siendo las hembras significativamente más largas y más pesadas; ocasionalmente alcanza 1 m de longitud.
Su cuello es marcado y su cabeza triangular; se distingue visiblemente de la yarará grande o común por su hocico respingado y por una marca oscura en forma de U invertida en la parte superior de la cabeza. A cada lado de la cabeza tiene una foseta loreal alargada verticalmente, ubicada entre el ojo y el hocico, que sirve para detectar presas que emiten radiación infrarroja; se trata de una característica compartida con las demás víboras de foseta.
Dorsalmente es de color marrón claro o grisáceo, con una serie de grandes rombos o barras cruzadas de color marrón oscuro o negro; en algunos especímenes el color se presenta en forma de bandas en zigzag. Su viente es amarillento o blanquecino con ligero color rosado, siempre con puntos marrones. Sus escamas son fuertemente carenadas.

## Historia taxonómica
Durante el siglo XX fue incluida en el género Bothrops, formando parte del grupo de especies ‘alternatus’, pero en 2009 fue trasladada a Rhinocerophis. Finalmente, en el año 2012, luego de una revisión de la morfología, filogenia y taxonomía de las serpientes bothropoides sudamericanas, las especies de ese género fueron nuevamente reincorporadas a Bothrops.

## Rango geográfico
Es una especie endémica de la Argentina; se la encuentra en las provincias de Buenos Aires, Catamarca, Córdoba, Chubut, La Pampa, La Rioja, Mendoza, Neuquén, Río Negro, San Juan, San Luis, Santa Cruz y Tucumán.
Se distribuye entre el nivel del mar hasta una altitud de 2000 m s. n. m.
B. ammodytoides es una especie endémica de zonas áridas y semiáridas de la Argentina llegando a las latitudes más australes en relación con otras serpientes. Es una especie típica de las ecorregiones Patagonia, Monte, Chaco y Espinal. Estos sitios están caracterizados por bajas precipitaciones anuales, altitudes de hasta 4000 m s. n. m. y una marcada estacionalidad de la temperatura.

## Hábitat
Prefiere las regiones áridas, en ambientes de sabana y estepa. A veces se la puede encontrar en los bordes de zonas boscosas, pero generalmente se la encuentra en ambientes rocosos o arenosos, incluyendo médanos costeros, orillas de ríos y salinas. Cuando se desplaza por suelos arenosos no lo hace en forma sinuosa sino por movimiento lineal, utilizando contracciones ventrales.
Es el reptil venenoso más austral del mundo, y está presente en la Patagonia septentrional, incluyendo las sierras del norte y centro de la Provincia del Chubut; se la ha hallado ocasionalmente en Santa Cruz.

## Comportamiento
Es de hábitos crepusculares y nocturnos, y se alimenta de lagartijas y pequeños mamíferos.
Puede tener desde quince hasta cuarenta crías; es ovovivípara, y abandona sus crías apenas nacen.
No es una serpiente agresiva, y ataca sólo si se siente amenazada. En la mayoría de los casos los ataques y/o conductas agresivas se dan solo si son molestadas o si se tropieza con ella accidentalmente, lo cual es relativamente habitual entre la población rural o los excursionistas en regiones deshabitadas.[cita requerida]

## Toxina
Bothrops ammodytoides es una fuente habitual de mordeduras dentro de su área de distribución, aunque en mucha menor medida que Bothrops alternatus, la yarará grande. Sus morderduras raramente son fatales, pero con frecuencia causan daños al tejido circundante.
Según la página sobre toxicología de la Universidad de Adelaida, el veneno de estas serpientes consiste principalmente en una mezcla de coagulantes, hemorrágicos, necrotoxinas y quizás algún tipo de anti-coagulante aunque no da señales clínicas visibles.
Los síntomas clínicos son:
- Efectos locales: dolor, tumefacción, hematomas en la zona de la mordida, sensación de calor o ardor abrasivo, necrosis.
- Efectos a nivel sistémico: dolor de cabeza, náuseas, vómitos, dolor abdominal, diarrea.
- Efectos neurológicos: confusión, convulsiones, colapso.
- Efectos circulatorios: coagulopatías y hemorragias masivas.

En caso de mordedura sin atención médica inmediata, la muerte puede ocurrir dentro de las setenta y dos horas.